# Svartfiskar
Svartfiskar (Centrolophidae) är en familj i underordningen smörfisklika fiskar (Stromateoidei). De förekommer i tropiska och subtropiska havsområden rund hela jorden med undantag av de mellersta regionerna av Indiska oceanen och Stilla havet. Deras kroppsfärg är oftast brun, grå eller mörkgrön.
Unga djur söker ofta skydd i närheten av maneter. Svartfiskar äter mindre fiskar, manteldjur av klassen Thaliacea, maneter och kräftdjur.

## Systematik
Det finns 31 arter i sju släkten.
- Centrolophus
  - Svartfisk, Centrolophus niger (Gmelin, 1789).
- Hyperoglyphe
  - Hyperoglyphe antarctica (Carmichael, 1819).
  - Hyperoglyphe bythites (Ginsburg, 1954).
  - Hyperoglyphe japonica (Döderlein, 1884).
  - Hyperoglyphe macrophthalma (Miranda-Ribeiro, 1915).
  - Svartfening, Hyperoglyphe perciformis (Mitchill, 1818).
  - Hyperoglyphe pringlei (Smith, 1949).
- Icichthys
  - Icichthys australis (Haedrich, 1966).
  - Icichthys lockingtoni (Jordan & Gilbert, 1880).
- Psenopsis
  - Psenopsis anomala (Temminck & Schlegel, 1844).
  - Psenopsis cyanea (Alcock, 1890).
  - Psenopsis humerosa (Munro, 1958).
  - Psenopsis intermedia (Piotrovsky, 1987).
  - Psenopsis obscura (Haedrich, 1967).
  - Psenopsis shojimai (Ochiai & Mori, 1965).
- Schedophilus
  - Schedophilus griseolineatus (Norman, 1937).
  - Schedophilus haedrichi (Chirichigno F., 1973).
  - Schedophilus huttoni (Waite, 1910).
  - Schedophilus maculatus (Günther, 1860).
  - Schedophilus marmoratus (Kner & Steindachner, 1867).
  - Engelsk svartfisk, Schedophilus medusophagus (Cocco, 1839).
  - Schedophilus ovalis (Cuvier, 1833).
  - Schedophilus pemarco (Poll, 1959).
  - Schedophilus velaini (Sauvage, 1879).
- Seriolella
  - Seriolella brama (Günther, 1860).
  - Seriolella caerulea (Guichenot, 1848).
  - Seriolella porosa (Richardson, 1845).
  - Seriolella punctata (Forster, 1801).
  - Seriolella tinro (Gavrilov, 1973).
  - Seriolella violacea (Guichenot, 1848).
- Tubbia
  - Tubbia tasmanica (Whitley, 1943).